# The Virtuous Thief
The Virtuous Thief è un film muto del 1919 diretto da Fred Niblo. Sceneggiato da C. Gardner Sullivan e prodotto da Thomas H. Ince, aveva come interpreti Enid Bennett, Niles Welch, Lloyd Hughes, William Conklin.

## Trama

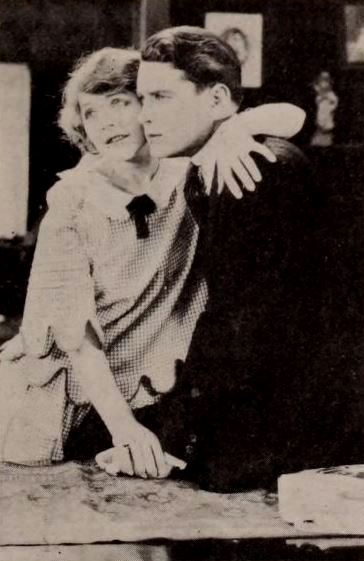
Enid Bennett e Lloyd Hughes

Ex maggiore dell'esercito confederato, Jefferson Armitage è costretto a lasciare l'Alabama e la sua casa per trasferirsi a Brooklyn insieme a Dick e Shirley, i nipoti rimasti orfani. In città, Dick fa amicizia con un altro giovane, Bobbie Baker, che si innamora di sua sorella. Bobbie, un giorno, sconvolge il maggiore, veterano della guerra civile, fischiettandogli Yankee Doodle, noto motivo unionista. Intanto Dick, che ha trovato lavoro presso il finanziere Walter Haskell, sottrae cento e cinquanta dollari dalla cassa perdendoli al gioco. Shirley, per salvare il fratello, si offre di pagare Haskell andando a lavorare come stenografa per lui. Ma questi minaccia comunque di consegnare la confessione di Dick alla polizia se Shirley non pagherà il debito del fratello in natura. Una sera, l'uomo attira la ragazza in ufficio, aggredendola. Durante la lotta, arriva la moglie di Haskell, accompagnata dai detective. Shirley, per non denunciare il fratello, dichiara di essere l'amante di Haskell mentre, nel frattempo, riesce a sottrarre la dichiarazione di Dick e a infilare il documento dentro la borsa della signora Haskell. La stessa notte, il finanziere viene ucciso. Del delitto, viene accusata Shirley che è però salvata dall'intervento della signora Haskell la quale testimonia che, quella notte, la ragazza era da lei, mentre cercava di riprendersi la confessione del fratello. Si scopre così che la vera assassina è l'amante di Haskell. Shirley adesso è libera di sposare Bobbie che ora fischietta ancora più allegramente Yankee Doodle.

## Produzione
Il film fu prodotto dalla Thomas H. Ince Corporation, girato con il titolo di lavorazione The Co-respondent.

## Distribuzione
Il copyright del film, richiesto da Thomas H. Ince, fu registrato il 10 luglio 1919 con il numero LP13954.
Distribuito dalla Famous Players-Lasky Corporation e Paramount Pictures, il film uscì nelle sale cinematografiche statunitensi il 10 agosto 1919.
Non si conoscono copie ancora esistenti della pellicola che viene considerata presumibilmente perduta.